# Xylophanes colinae
Xylophanes colinae là một loài bướm đêm thuộc họ Sphingidae. Nó được tìm thấy ở Ecuador, French Guyana và Venezuela.
Sải cánh dài 72–78 mm. 
Cá thể trưởng thành có lẽ mọc cánh quanh năm.
Ấu trùng có lẽ ăn các loài Psychotria panamensis, Psychotria nervosa và Pavonia guanacastensis.